# 古饶镇
古饶镇，是中华人民共和国安徽省淮北市烈山区下辖的一个乡镇级行政单位。

## 行政区划
古饶镇下辖以下地区：
新村社区、半峭社区、赵集社区、王店村、太山村、秦楼村、双河村、南元村、殷楼村、草庙村、张庄村、大何村、谷山村、山西村、平山村、土山村、山南村、赵楼村、况楼村、山北村和刁山村。